# St. Elizabeths Hospital
Le St. Elizabeths Hospital de Washington fut le premier grand hôpital psychiatrique sous contrôle fédéral aux États-Unis. Abritant plusieurs milliers de patients à son apogée, le St. Elizabeths, devenu vétuste a été abandonné. Le département de la Sécurité intérieure des États-Unis a annoncé, en mars 2007, son intention d'y déménager son siège, ainsi que la plupart de ses installations à Washington, au début 2010.